# Clamp School Detectives
Clamp School Detectives (jap. CLAMP学園探偵団, CLAMP Gakuen Tanteidan) ist ein Manga der japanischen Zeichner-Gruppe CLAMP. Er wurde als Anime-Fernsehserie adaptiert.
Das Werk lässt sich den Genres Comedy und Mystery zuordnen.

## Inhalt
Der Campus der Clamp School liegt mitten in Tokio und ist selbst so groß wie eine Stadt. In der Form eines Pentagramms beherbergt er alle Bildungseinrichtungen vom Kindergarten bis zur Universität. Auch für die Versorgung der Schüler ist innerhalb des Campus gesorgt. Die Schule wurde vom Imonoyama-Klan gegründet.
Die drei Schüler Nokoru, Suoh und Akira gehen in die Grundschule und zählen zu den beliebtesten Schülern auf dem Clamp Campus. Sie gehören dem Grundschulausschuss an und müssen verschiedenste organisatorische Aufgaben erledigen. Besonders auf Nokoru, dem Spross und Erben des Imonoyama-Klans, lastet ein großer Druck. Um diesem zu entfliehen, gründet er gemeinsam mit Suoh und Akira eine Detektivgruppe für die Schule. So beginnen die drei, die verschiedensten Kriminalfälle und andere Aufgaben auf dem weitläufigen Gelände des Campus zu lösen.

### Charaktere
Nokoru Imonoyama (妹之山 残):
Der Erbe des Imonoyama-Klans geht in die sechste Klasse, ist hochintelligent und versucht, mit der Detektei seinen Verpflichtungen zu entfliehen. Seine finanziellen Möglichkeiten sind durch seine Familie unbegrenzt und Nokoru lässt sich gern auf vieles ein, nur um es zu versuchen. Er hat die Fähigkeit, aus bis zu zwei Kilometer Entfernung zu spüren, dass ein Mädchen in Schwierigkeiten ist.
Suoh Takamura (鷹村 蘇芳, Takamura Suō):
Der Fünftklässler Suoh ist begabt in vielen Kampfkünsten und Nachkomme eines Ninja-Klans. Er hat geschworen, Nokoru zu beschützen und sorgt auch dafür, dass dieser seinen Pflichten nachkommt. Er ist verliebt in Nagisa Azuya (梓夜 凪砂), wie diese in ihn.
Akira Ijyuin (伊集院 玲, Ijūin Akira):
Aira ist ein ausgezeichneter Koch und geht in die vierte Klasse. Er lebt bei zwei Müttern, seinen Vater hat er verloren. Er ist verliebt in Utako Ohkawa (大川 詠心, Ōkawa Utako), die in den Kindergarten geht.

## Beziehung zu anderen Clamp-Werken
Die drei Hauptcharaktere wie auch der Campus der Clamp School kommen auch in anderen Werken der Gruppe Clamp vor. So treten die drei in 20 Masken!!, Tsubasa – Reservoir Chronicle und X 1999 auf. Nokoru und Akira kommen außerdem in Duklyon: Clamp School Defenders vor. Der Campus spielt unter anderem auch in X 1999 und Duklyon eine große Rolle.

## Manga
Der Manga wurde in Japan in den Jahren 1992 und 1993 im Magazin Asuka des Verlags Kadokawa Shoten veröffentlicht. Die Geschichte wurde auch in drei Tankōbon (Sammelbände) gefasst herausgebracht.
Auf Englisch erschien der Manga bei Tokyopop, auf Französisch bei Pika Édition und auf Spanisch bei Grupo Editorial Vid in Mexiko und bei Norma Editorial in Spanien. In Deutschland wurde der Manga von Carlsen Comics veröffentlicht. Die deutsche Übersetzung stammt von Ruth-Tomoko Lapschies.

## Anime
1997 produzierte das Studio Pierrot und Bandai eine 26-teilige Anime-Fernsehserie zum Manga. Regie führte Osamu Nabeshima, das Charakter-Design stammt von Hiroto Tanaka und künstlerischer Leiter war Yuji Ikeda. Die Serie wurde vom 3. Mai bis zum  25. Oktober 1997 durch den Sender TV Tokyo in Japan ausgestrahlt.
Der Sender Animax strahlte die Serie auf Englisch in Süd- und Südostasien aus. Bandai Entertainment veröffentlichte den Anime auf VHS in den USA. Bei Beez Entertainment erschien die Serie auf Französisch, Italia Teen Television strahlte den Anime auf Italienisch aus. Außerdem wurde er ins Spanische übersetzt.

### Synchronisation
| Rolle            | Japanischer Synchronsprecher (Seiyū) |
| ---------------- | ------------------------------------ |
| Nokoru Imonoyama | Akemi Okamura                        |
| Suoh Takamura    | Shiho Niiyama                        |
| Akira Ijyuin     | Omi Minami                           |
| Nagisa Azuya     | Haruna Ikezawa                       |
| Utako Ohkawa     | Yuko Miyamura                        |

### Musik
Die Musik der Serie wurde von  komponiert. Der Vorspanntitel Peony Pink stammt von Ali Project. Als Abspanntitel verwendete man Welcome to Metallic Party von Marble Gerry und Gift von Maaya Sakamoto.